# Huang (État)
Pour les articles homonymes, voir Huang.
inconnue – été de l'an 648 av. J.C
Entités précédentes :
- inconnue

Entités suivantes :
- État de Chu

Huang (chinois traditionnel : 黄) était un État chinois vassal de la dynastie Zhou (1046 - 221 avant notre ère), qui exista jusqu'au milieu de la Période des Printemps et Automnes (1600 - 475 av. J.-C.). Durant l'été de l'an 648 av. J.-C., il fut annexé par l'état de Chu.
Sa capitale était située dans l'actuel Xian de Huangchuan, dans la province du Henan, où des ruines de la ville ont été excavées. Les archéologues ont découvert les tombes de Huang Jun Meng (黄君孟 lit: Meng, Seigneur de Huang) et sa femme, avec de nombreux objets en bronze, jade et autres.